# 安佐拉德莱米拉
安佐拉德莱米拉是意大利艾米利亚-罗马涅大区博洛尼亚省的一个镇，距离大区首府博洛尼亚约13公里。